# Партизански отряд „Август Попов“
Партизанският отряд „Август Попов“ е подразделение на Девета Шуменска въстаническа оперативна зона на НОВА по време на партизанското движение в България (1941 – 1944). Действа в околностите на Шумен.
Първите партизани в Шуменско излизат в нелегалност през 1942 г. и създават Преславската партизанска чета. През пролетта на 1943 г. четата се разраства. Издържа на есенната правителствена офанзива, която основно се изразява в репресии срещу ятаците. 
На 25 октомври 1943 г. в местността „Калето“, близо до с. Златар четата прераства в Шуменско-преславски отряд „Август Попов“. Именуван е на загиналия парашутист Август Попов. Командир на отряда е Бойчо Иванов, политкомисар е Кольо Петров. Провеждат се акции в с. Риш и Смядово.
По време на зимната правителствена офанзива 1944 г. отрядът понася удари и дава жертви. През пролетта се възстановява и овладява с. Кирилово и с. Имренчево. Провежда акции в с. Мадара, с. Преселец и с. Друмево. 
През август 1944 г. преодолява обкръжение от армейски и жандармерийски подразделения.
На 9 септември 1944 г. бойци от отряда участват в установяването на властта на Отечествения фронт в Шумен, Преслав и с. Кочово, с. Смядово и с. Злокучен (дн. Ивански).